# Szymon Kossakowski
Szymon Marcin Kossakowski (in russo Шимон Мартин Коссаковский?, Šimon Martin Kossakovskij; Šilai, 1766 – Vilnius, 25 aprile 1794) è stato un generale lituano.
Conte, apparteneva all'alta nobiltà lituano-polacca (szlachta). Militò per lungo tempo nelle file dell'esercito russo, raggiungendo il grado di tenente generale. Nel 1793 divenne l'ultimo Grande atamano di Lituania.
Nel 1794, fece parte del contingente russo incaricato di domare la rivolta di Kosciuzsko. Catturato, fu processato come traditore e impiccato pubblicamente nella piazza principale di Vilnius.